# Посядалы
Посядалы (пол. Posiadały) — деревня в Польше, расположенная в гмине Цеглов Миньском повета Мазовецкого воеводстве. Находится примерно в 14 км к юго-востоку от Минска Мазовецкого и в 51 км к востоку от Варшавы.
В 1975—1998 годах административно принадлежала к Седлецкому воеводству.
Деревня духовенства упоминается во второй половине XVI века в Гарволинском повете Черской земли Мазовецкого воеводства.
По данным переписи населения и жилищного фонда 2011 года, население деревни Посядалы составляет 335 человек.

## Галерея
- Главная улица в деревне
- Главная улица в деревне
- Главная улица в деревне
- OSP Посядалы
- Swietlica